# Olympe Mancini
 (juillet 2012).
Olympe Mancini, comtesse de Soissons et de Dreux, née à Rome le 11 juillet 1638 et décédée à Bruxelles le 9 octobre 1708, nièce du cardinal Mazarin, vécut à la cour de France, entre amours et complots, jusqu'à sa disgrâce, en 1680.

## Nouvelle venue à la Cour
Olympe Mancini est la fille du baron Michel Mancini et de Geronima Mazzarini, et la nièce du cardinal Mazarin. Elle est la sœur de Laure-Victoire, Paul Jules, Philippe, Alphonse, Marie-Anne, Hortense, et Marie Mancini.
Le cardinal Mazarin fait venir ses nièces en France, ainsi que leur frère Philippe, malgré leur jeune âge en septembre 1647, afin de leur faire donner une solide éducation qui leur permettra de contracter des alliances avantageuses et d'assurer ainsi la fortune de sa famille. Olympe  Mancini n'était pas particulièrement belle mais son charme repose sur ses « yeux pleins de feu »[réf. nécessaire]. Après un bref exil dû à la Fronde, elle revient à la cour, où elle plaît, particulièrement à la reine-mère, Anne d'Autriche, qui prend les Mazarinettes sous sa protection. Louis XIV lui-même courtise ces jeunes filles, avant que Mazarin ne marie toutes les sœurs d'Olympe, excepté Marie Mancini.

## La faveur du roi
Le jeune roi, qui avait 16 ans, commença à courtiser Olympe, « la perle des précieuses », à partir de 1654. Pour elle, il organisa beaucoup de fêtes où « il la menait toujours danser », et les courtisans assurent que « les plaisirs n'étaient faits que pour elle ».
D’aucuns s’imaginent un peu vite que le jeune Louis XIV espérait l’épouser, mais c’était compter sans Anne d'Autriche, sa mère, qui le lui eût défendu. Il est alors décidé, par le cardinal Mazarin, qu’Olympe épouserait Eugène-Maurice de Savoie-Carignan, comte de Soissons, le 27 février 1657. Le roi ne s’en offusque pas, pas plus que le comte de Soissons qui est dépité de voir Louis XIV se détourner d’Olympe ! Celle-ci lui donne huit enfants, dont l'un est Eugène de Savoie-Carignan, dit le « prince Eugène ».  
Olympe est très jalouse de la passion du roi pour sa sœur Marie. Elle ne partage pas sa disgrâce après le mariage du roi avec Marie-Thérèse d'Autriche, et demeure à la cour avec mari et enfants, en ayant conservé l’estime du roi.
En 1661, après le mariage de sa sœur Marie au prince Colonna, Olympe est nommée surintendante de la Maison de la reine Marie-Thérèse.

## Intrigues et complots
La comtesse se lie alors d’amitié avec la belle-sœur de ce dernier, Henriette d'Angleterre, dite « Madame ». Louis XIV et Henriette, tous d'eux vifs d'esprit et partageant une « amitié galante », font de longues promenades dans les bois pendant la nuit, en compagnie d’Olympe, ce qui fait jaser la cour et surtout la reine Marie-Thérèse d'Autriche et la reine mère Anne d'Autriche, cette dernière très inquiète. Dans une lettre, Mademoiselle de Fouilloux écrit qu'Olympe fut très mécontente d'apprendre que Louise de La Vallière s'attirait les faveurs du roi, puisqu'elle aurait voulu la grande confiance que le roi lui attribuait à elle seule. Elle ajoute qu'Olympe sait pertinemment que Louise œuvra longtemps à ce but. Finalement, Louis XIV tombe amoureux de Louise et se détourne de sa belle-sœur, qui s’emploie, avec la complicité d’Olympe, à détrôner Louise de La Vallière. La comtesse de Soissons révèle à la reine l’adultère de Louis XIV et de Louise, mais Marie-Thérèse est impuissante contre son époux.

## Une affaire compromettante
Olympe se fait alors oublier, jusqu’à la célèbre « affaire des poisons » en 1679. Elle est alors accusée d’avoir fréquenté La Voisin et autres devineresses et est dite « profonde en crimes et docteur en poisons ». La comtesse aurait résolu d’empoisonner Louise de La Vallière, bien qu’elle soit entrée au Carmel depuis plusieurs années, craignant que le roi la fasse revenir à la cour. Elle va jusqu’à menacer Louis XIV que « s’il ne revenait pas à elle, il s’en repentirait ». Olympe est également soupçonnée d’avoir empoisonné son mari, pourtant complaisant, ainsi que Marie Louise d'Orléans, fille d’Henriette d'Angleterre et nièce de Louis XIV.

## Disgrâce
Le 23 janvier 1680, elle est priée de quitter Versailles et le territoire français sur-le-champ. Bien qu’elle ait clamé son innocence, Olympe est définitivement compromise, comme beaucoup de dames de la cour, dans cette affaire et est contrainte de s’exiler. Elle s'installe alors à Bruxelles et parcourt l’Europe, rejoignant deux de ses sœurs, Marie et Hortense, en Espagne, puis chaque année en Angleterre, revenant régulièrement dans sa résidence bruxelloise, qui avait été construite par son fils, le prince Eugène de Savoie, dans l'actuelle rue de Flandre. Cette demeure est connue des Bruxellois sous le nom de maison de la Bellone. Dans la ville, Olympe porte sur les fonts baptismaux un fils du musicien Pietro Antonio Fiocco et une fille d'Henry Desmarest. 
La veuve joyeuse mène en Brabant une vie dissolue, entourée de favoris. Dominatrice et bénéficiant de protections, elle mène son monde par le bout du nez. Elle s’approprie sans vergogne les revenus du domaine de Tervuren sans en payer ni les rentes, ni les charges. Excédé, Maximilien-Emmanuel de Bavière tente de la cloîtrer mais la belle s’échappe et voyage, le temps de se faire un peu oublier. À peine rentrée de son périple, elle multiplie les procédures pour jouir à nouveau du domaine et parvient à ses fins… Mais Philippe V d'Espagne prend la précaution d’interdire aux « gentilshommes » - parmi lesquels les maréchaux Louis-François de Boufflers et François de Neufville de Villeroy – de continuer à la fréquenter, ce qui contribue à son isolement. Qu’à cela ne tienne, ses gens transforment la salle gothique du château de Tervuren en grange où les paysans des environs viennent battre le grain, le parc offre une pâture à 70 cochons, de très nombreux arbres sont coupés et vendus, la toiture fuit parce qu’on y a percé une nouvelle cheminée, certains tableaux sont gâtés par du houblon vert et des grains humides stockés dans les appartements de l’Électeur… Au début de 1708, la Chambre des comptes des Pays-Bas méridionaux, n’y tenant plus, finit par proposer à la péronnelle une rente annuelle et du combustible contre son départ, ce qu’elle s’empresse de refuser dédaigneusement comme toutes les autres propositions précédentes.[réf. nécessaire]
Elle s’éteint à Bruxelles le 9 octobre 1708 des suites « d'une maladie de quelques semaines ».

## Enfants
1. Louis-Thomas de Savoie-Carignan (1657 † 1702), comte de Soissons.
2. Philippe de Savoie-Carignan (1659 † 1693), abbé.
3. Louis-Jules de Savoie-Carignan (1660 † 1683), dit le Chevalier de Savoie, tué à la bataille Petronell-Carnuntum.
4. Emanuel-Philibert de Savoie-Carignan (1662 † 1676), comte de Dreux.
5. Eugène de Savoie-Carignan (1663 † 1736), général des armées impériales
6. Marie-Jeanne de Savoie-Carignan (1665 † 1705), mademoiselle de Soissons.
7. Louise-Philiberte de Savoie-Carignan (1667 † 1726), mademoiselle de Carignan.
8. Françoise de Savoie-Carignan (1668 † 1671), mademoiselle de Dreux.

### Sources et bibliographie
- Pierre Combescot, Les Petites Mazarines, 1999, Grasset/Livre de Poche,  (ISBN 2-253-14982-9)
- Antonia Fraser, Les Femmes dans la vie de Louis XIV, Flammarion, 2007.